# Spirastrella cunctatrix
La spugna rossa o spirastrella (Spirastrella cunctatrix Schmidt, 1868) è una spugna della famiglia delle Spirastrellidae.

## Descrizione
È una spugna incrostante di colore rosso-arancio (che talvolta può virare al verde, blu e grigio), caratterizzata da canali molto evidenti che culminano negli osculi, ruvida al tatto per via della presenza di spicole. Può ricoprire anche larghe distese di fondale.
Può essere confusa con le forme incrostanti di Crambe crambe.

## Distribuzione e habitat
È comune nel mar Mediterraneo, fino ai 30 metri, talvolta a profondità maggiori, in ambienti poco illuminati, rocciosi, spesso in grotte. Associata spesso a coralligeno e a Astroides calycularis.